# Oberreifenberg
Oberreifenberg ist mit über 2100 Einwohnern der größte Ortsteil der Gemeinde Schmitten im Taunus im südhessischen Hochtaunuskreis sowie der Stammsitz des Adelsgeschlechts Reifenberg.

## Geographische Lage

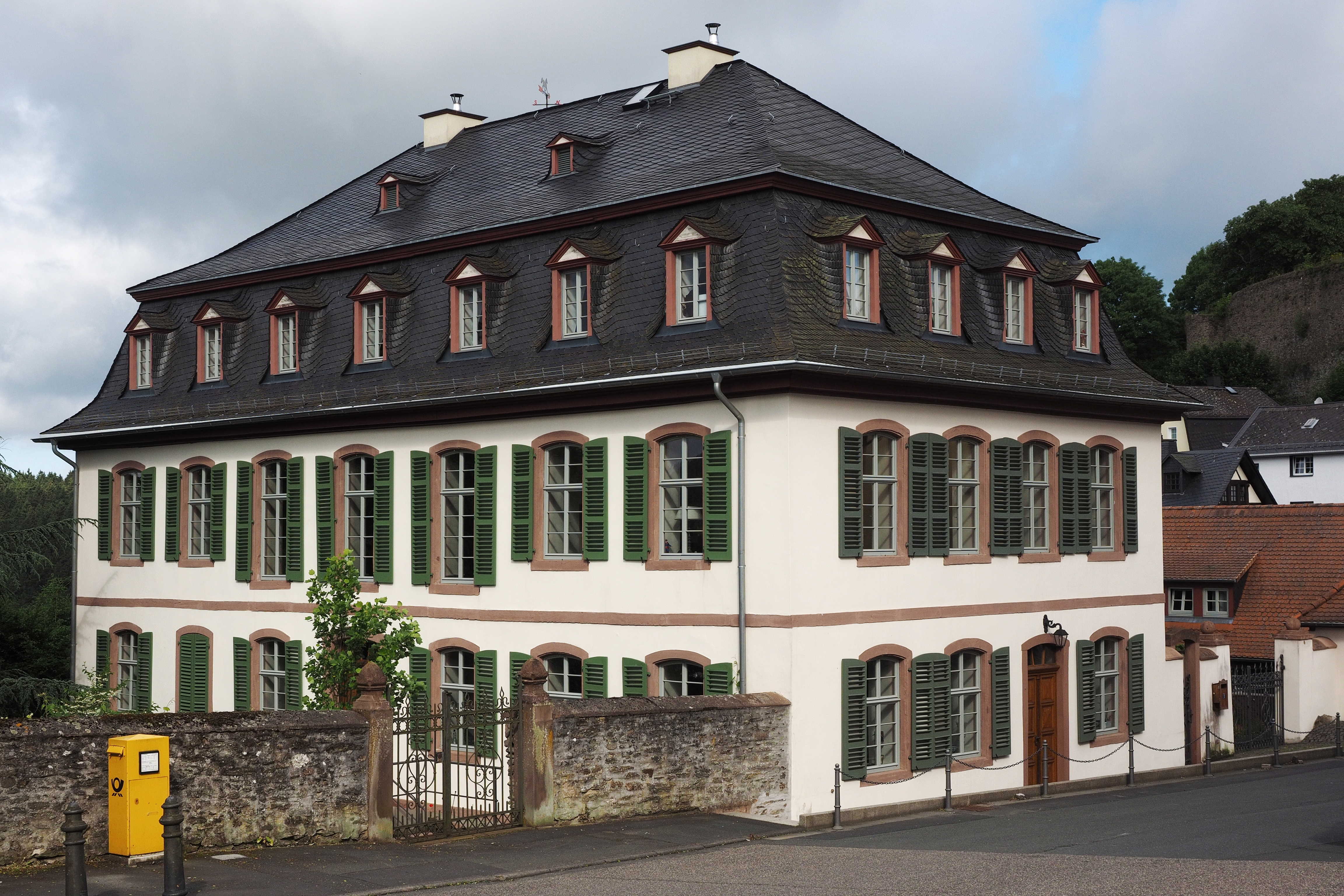
Bassenheimer Palais Oberreifenberg

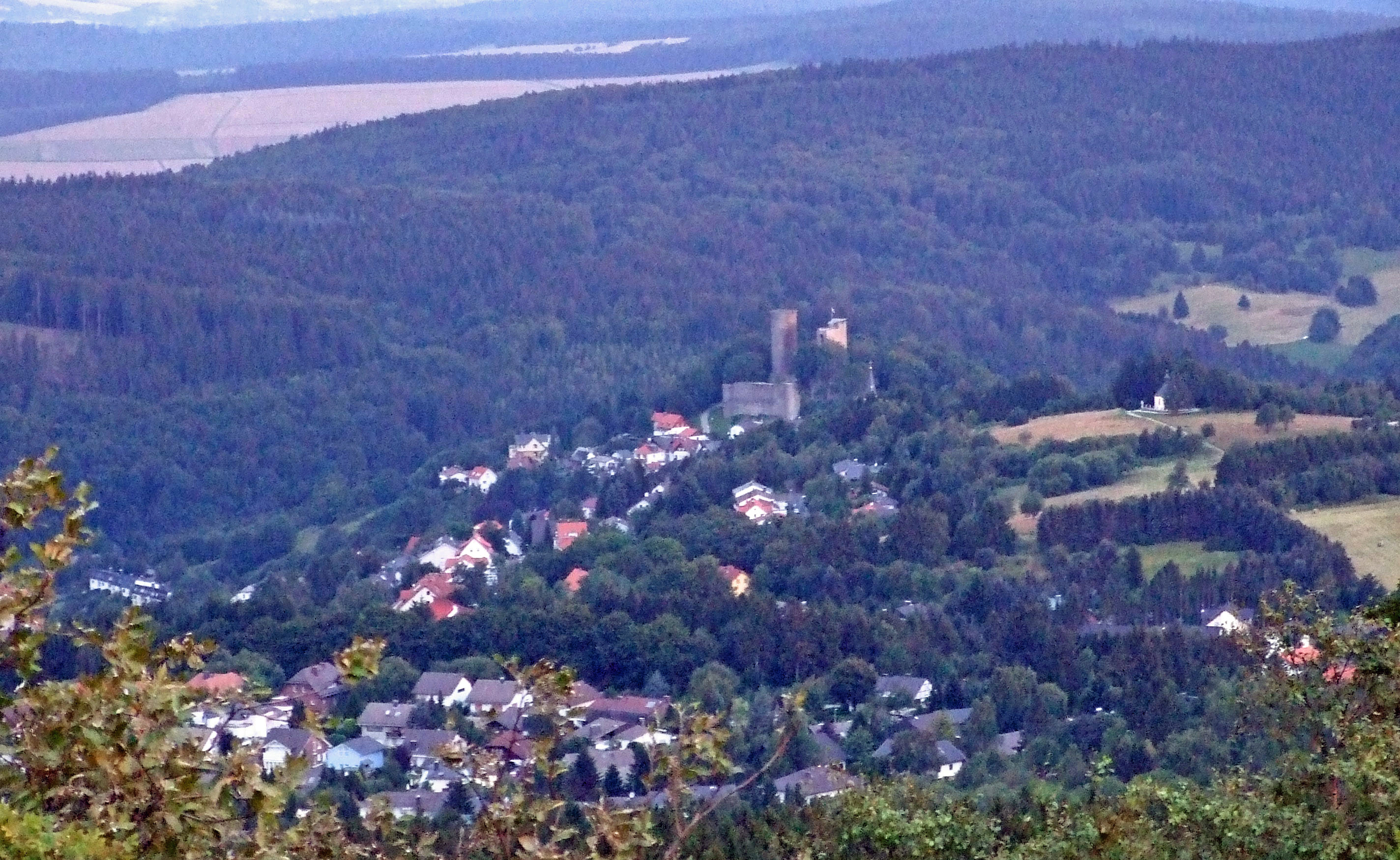
Blick auf Oberreifenberg vom Feldbergplateau aus

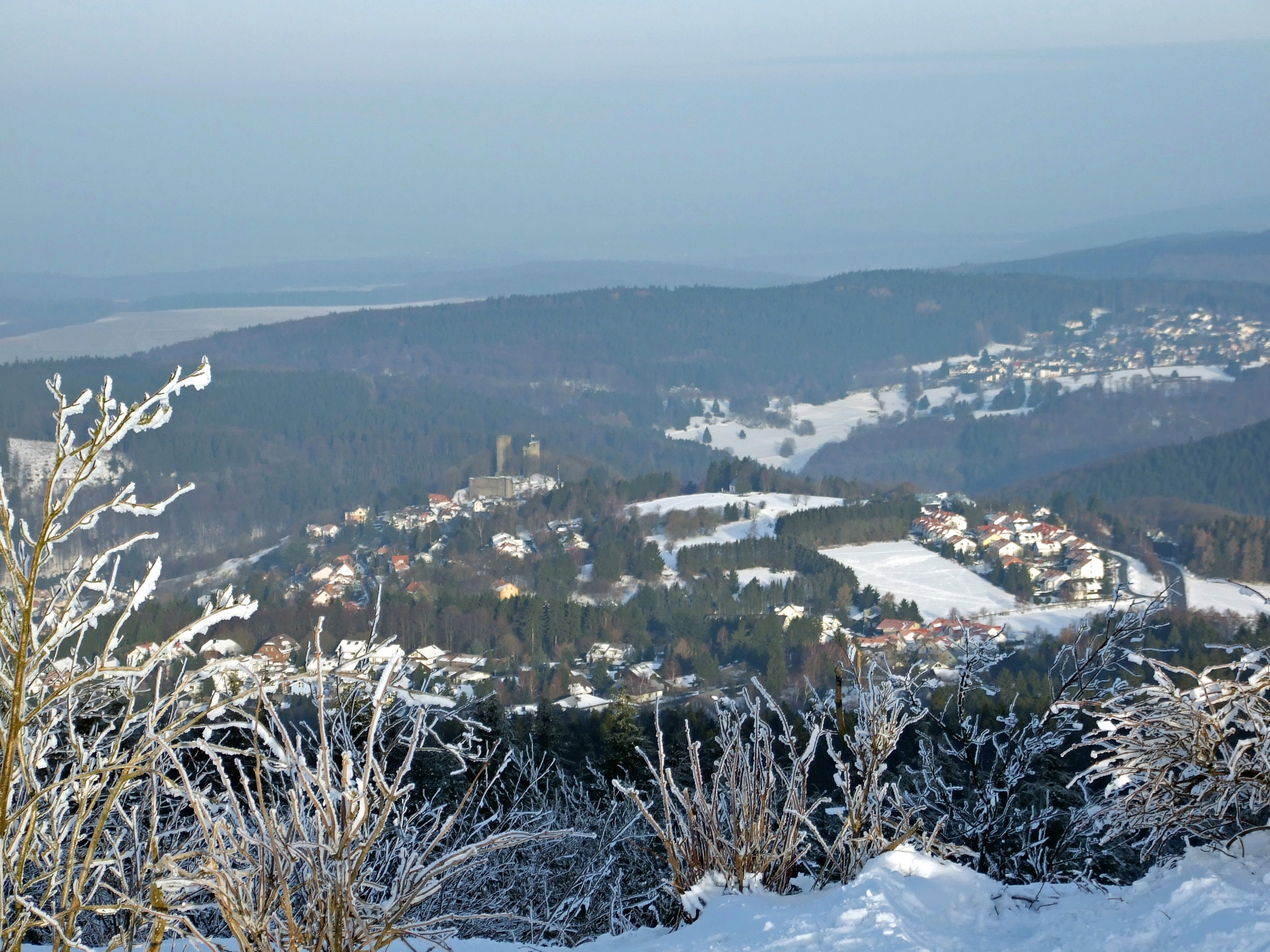
Winterlandschaft

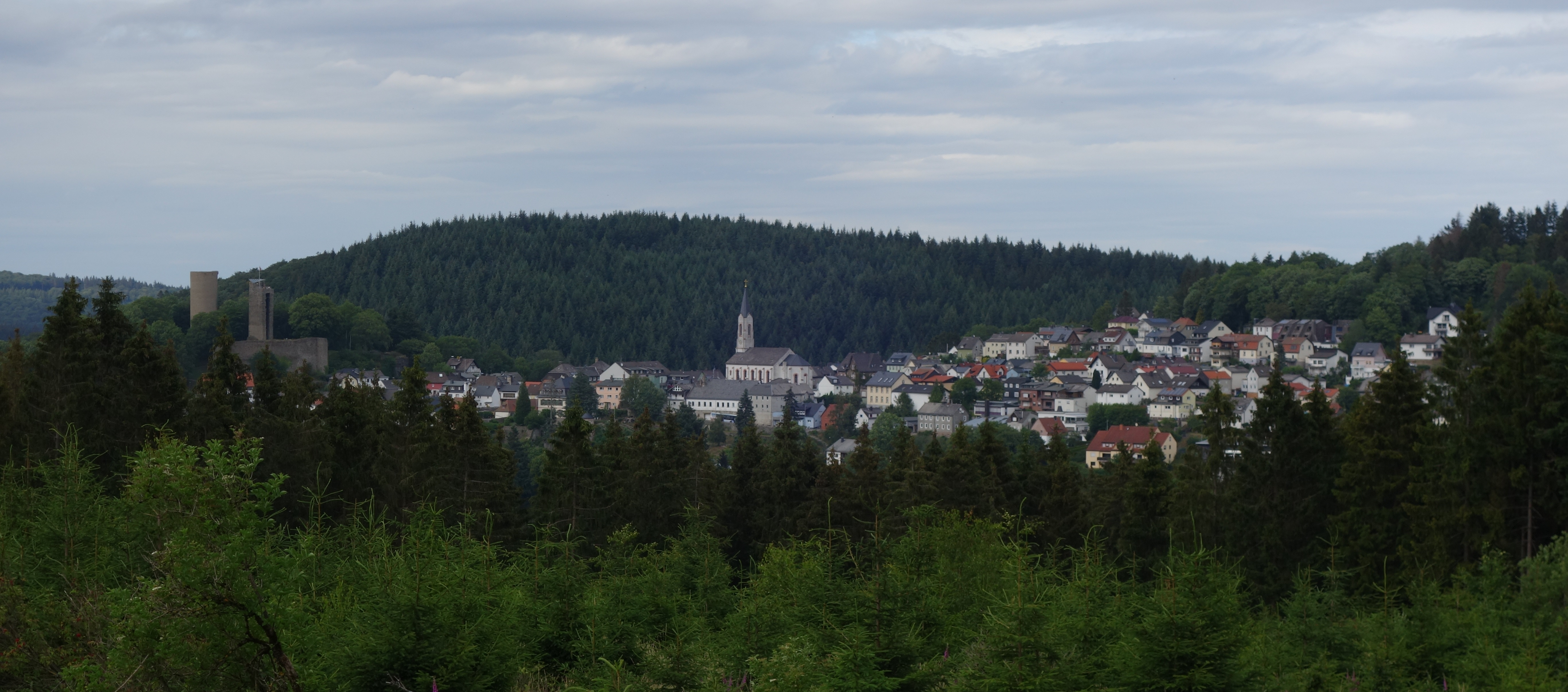
Sängelberg über den Dächern Oberreifenbergs vom Hühnerberg gesehen, aus Richtung Südsüdost.

Oberreifenberg im östlichen Hintertaunus ist mit durchschnittlich 640 Meter in der Ortslage das höchstgelegene Dorf im Taunus und eines der höchstgelegenen Dörfer in Hessen. Es liegt auf einem nach Nordwesten gerichteten Ausläufer des rund 1,5 Kilometer entfernten und 879 Meter hohen Großen Feldbergs. Die Gemarkung des Ortes hat eine Fläche von 383 Hektar. Der höchstgelegene Punkt der Gemarkung findet sich im Südosten, wo die Gemarkungsgrenze im Walddistrikt Stölker auf 350 Meter Länge dem Obergermanisch-Raetischen Limes folgt. Hier, wo die vom Feldberggipfel herabführende Nordbahn-Piste den Limes quert, erreicht die Gemarkung eine Höhe von 770 m. Demgegenüber liegt im Norden der Gemarkung der tiefste Punkt im Weiltal am oberen Bärenfichtenweiher unterhalb der Reste der Burg Hattstein bei 460 m. Am östlichen Ortsrand erhebt sich über der Siegfriedsiedlung  der Dillenberg, mit 682,4 m ü. NHN achthöchster Gipfel des Taunus.
Charakteristisch für das Ortsbild ist die Burg Reifenberg im Nordwesten der Ortslage. Weitere interessante historische Gebäude sind das Bassenheimer Palais und die St.-Gertrudis-Kapelle.

## Geschichte
Die lange angenommene schriftliche Ersterwähnung des Ortes Reifenberg im Jahr 950 ist nach neueren Forschungen nicht mehr haltbar. Aber noch 1950 wurde durch Bürgermeister Magnus Buch von Niederreifenberg neben dem Kriegerdenkmal ein Gedenkstein zum 1000-jährigen Jubiläum eingeweiht. Die älteste heute bekannte schriftliche Erwähnung des Ortes erfolgte unter dem Namen Rifinberg und wird in die Zeit 1215–1222 datiert. Die Geschichte des Ortes ist eng mit der Burg Reifenberg verbunden die ab 1331 belegt ist.
1156 nennt die „Walsdorfer Gründungsurkunde“ einen „Guntramus de Hazechenstein“. Jener Guntram hatte seine – anno domini 1686 unter dem Namen „Hattstein“ besser bekannte – Burg vermutlich vom Limburger Burgherren, dem Grafen Emmerich von Leiningen, als Lehen erhalten.
Das Geschlecht derer von „Hazechenstein“ war auf das Engste mit dem Geschlecht derer von „Riffinberg“ verwandt, wenn nicht gar identisch. Die gesamte ritterliche Familie stammte ursprünglich eventuell aus der westerwälder Gegend nördlich der Lahn oder aus der Gegend um Limburg.
Der Ort gehörte im Mittelalter zum Herrschaftsbereich der Hattsteiner und später derer von Reifenberg. Mit dem Aussterben dieses Adelsgeschlechtes fiel das Amt Reifenberg 1686 an die Grafen Waldbott von Bassenheim. Der Reichsdeputationshauptschluss 1803 regelte einen erneuten Besitzwechsel. Nun gehörte das Amt Reifenberg zu Nassau-Usingen bzw. ab 1806 zum Herzogtum Nassau. Das Amt Reifenberg wurde 1810 aufgelöst und Niederreifenberg wurde dem Amt Usingen zugeordnet. Nach der Annexion durch Preußen wurde Niederreifenberg 1868 Teil des neuen Landkreises Usingen.
Oberreifenberg wurde 1849 im Rahmen einer nassauischen Verwaltungsverfügung gegründet, als sich das Dorf Reifenberg in Ober- und Niederreifenberg teilt wurde.
Bis in die 1950er Jahre hielt sich in der heimatkundlichen Literatur die Theorie, dass die Reifenberger Burg bereits aus dem 9. Jahrhundert nach Christus stamme – worauf sich dann auch die „1000-Jahr-Feier“ 1950 in Oberreifenberg bezog. Hattstein sei dann von einem Reifenberger Sohn erbaut worden. Tatsächlich nannte Hans Heinrich von Reifenberg in einer Ahnenprobe 1609 einen Herrn „Engelhardt“ als Aufseher und Leiter der damals üblichen Ritterturniere „in dem Zweyten Turnier nach Christi gebuerdt 942“. Aber dies beweist lediglich die Existenz der Familie, nicht deren Wohnort. Und bereits in den 1930er Jahren kamen dem sich um Reifenberg sehr verdient gemachten Heimatforscher Karl Beuth Zweifel an der noch von ihm selbst vertretenen Theorie. Denn am 3. Mai 1938 hatte ihm Otto Renkhoff, Staatsarchivrat in Wiesbaden geschrieben: „Das Geschlecht derer von Reifenberg und das derer von Hattstein sind eines Stammes. Früher hat man angenommen, dass die von Hattstein ein Stamm derer von Reifenberg seien. Nach neueren Forschungen muss man gerade umgekehrt annehmen: die Burg Hattstein scheint die ältere Burg zu sein und es scheint die Gründung Reifenbergs von Hattstein aus erfolgt zu sein …“ – vermutlich weil die Stammburg Hattstein auf der schmalen Felsenklippe zu klein für die Familie wurde.
Helmut Gensicke vermutet in einem Aufsatz von 1963 den Bau der Burg Reifenberg vor 1215. 1226 starb ein Conrad zu Hattstein, den Gensicke für den Bruder Cuno von Hattsteins hält, der wiederum mit dem 1234 nochmals erwähnten „Cuno von Reifenberg“ identisch gewesen sein soll.
1331 finden wir die erste urkundliche Erwähnung der Burg Reifenberg. In der ersten Hälfte des 13. Jahrhunderts hatte sich die Reifenberger Sippe in zwei Linien geteilt: in die Wetterauer (auf der Stammburg Reifenberg verbleibend) und in die Weller Linie, die sich im Westerwald ansiedelte.
Der letzte Ritter von Reiffenberg, Philipp Ludwig starb im Jahr 1686. Philipp Ludwigs Schwager, der Graf Johann Lothar Waldbott von Bassenheim erbte die Burg Reiffenberg.
Mit dem Reichsdeputationshauptschluss 1803 wurde die bassenheimsche Herrschaft Reifenberg Nassau-Usingen zugeschlagen. Der dagegen gerichtete Prozess vor dem Reichskammergericht endet mit dem Ende des Alten Reiches 1806 und Reifenberg gehörte als Amt Reifenberg zu Nassau-Usingen bzw. dem Herzogtum Nassau. Waldbott-Bassenheim behielt jedoch als Standesherr weiterhin Rechte an Oberreifenberg (z. B. als Gerichtsherr).
1768 bis 1770 wurde anstelle der Burg für die Grafen Waldbott von Bassenheim vom Baumeister Johann Friedrich Sckell (* 1725) ein neues herrschaftliches Gebäude, das heutige Bassenheimer Palais, errichtet. Der Saal im ersten Stock des Palais wurde von dem in Frankfurt am Main wirkenden Schweizer Maler Christian Stöcklin (1741 bis 1795) mit Fresken bemalt, die Perspektiven von Venedig zeigen und erst 2014 unter Putz und Tünche freigelegt wurden.
1823 wurde Oberreifenberg Sitz der neu gebildeten standesherrlichen Oberförsterei Reifenberg.
Vom 1. April 1939 bis zum 1. Oktober 1948 erfolgte eine erneute Zusammenlegung von Niederreifenberg und Oberreifenberg zur Gemeinde Reifenberg. Ab Oktober 1948 war Oberreifenberg dann bis zur Gebietsreform in Hessen wieder eigenständig. Kurt Bernecke (SPD) war der letzte Bürgermeister der selbständigen Gemeinde.
Im Zuge der Gebietsreform in Hessen schlossen sich zum 31. Dezember 1971 die Gemeinden Niederreifenberg und Oberreifenberg erneut zur Gemeinde Reifenberg zusammengeschlossen. Damit wollten sie den Zusammenschluss mit Schmitten zuvorzukommen. Die Gemeinde Reifenberg bestand aber nur wenige Monate. Zum 1. August 1972 verlor sie kraft Landesgesetz ihre Eigenständigkeit und Oberreifenberg ist seither Ortsteil der Gemeinde Schmitten.
Ortsbezirke nach der Hessischen Gemeindeordnung wurden in Schmitten nicht gebildet.
Territorialgeschichte und Verwaltung im Überblick
Die folgende Liste zeigt im Überblick die Territorien, in denen Reifenberg bzw. Oberreifenberg lagen, bzw. die Verwaltungseinheiten, denen sie unterstanden:
- vor 1806: Heiliges Römisches Reich, Herrschaft Reifenberg
- ab 1806: Herzogtum Nassau, Amt Reifenberg
- ab 1816: Herzogtum Nassau, Amt Usingen
- ab 1849: Herzogtum Nassau, Kreisamt Idstein
- ab 1854: Herzogtum Nassau, Amt Usingen
- ab 1867: Königreich Preußen, Provinz Hessen-Nassau, Regierungsbezirk Wiesbaden, Obertaunuskreis (Trennung zwischen Justiz (Amtsgericht Usingen) und Verwaltung)
- ab 1871: Deutsches Reich, Königreich Preußen, Provinz Hessen-Nassau, Regierungsbezirk Wiesbaden, Obertaunuskreis
- ab 1918: Deutsches Reich, Freistaat Preußen, Provinz Hessen-Nassau, Regierungsbezirk Wiesbaden, Obertaunuskreis
- ab 1886: Deutsches Reich, Königreich Preußen, Provinz Hessen-Nassau, Regierungsbezirk Wiesbaden, Kreis Usingen
- ab 1932: Deutsches Reich, Königreich Preußen, Provinz Hessen-Nassau, Regierungsbezirk Wiesbaden, Obertaunuskreis
- ab 1933: Deutsches Reich, Königreich Preußen, Provinz Hessen-Nassau, Regierungsbezirk Wiesbaden, Landkreis Usingen
- ab 1944: Deutsches Reich, Freistaat Preußen, Provinz Nassau, Landkreis Usingen
- ab 1945: Deutsches Reich, Amerikanische Besatzungszone, Groß-Hessen, Regierungsbezirk Wiesbaden, Landkreis Usingen
- ab 1946: Deutsches Reich, Amerikanische Besatzungszone, Hessen, Regierungsbezirk Wiesbaden, Landkreis Usingen
- ab 1949: Bundesrepublik Deutschland, Hessen, Regierungsbezirk Wiesbaden, Landkreis Usingen
- ab 1968: Bundesrepublik Deutschland, Hessen, Regierungsbezirk Darmstadt, Landkreis Usingen
- ab 1972: Bundesrepublik Deutschland, Hessen, Regierungsbezirk Darmstadt, Hochtaunuskreis

## Bevölkerung

### Einwohnerstruktur 2011
Nach den Erhebungen des Zensus 2011 lebten am Stichtag dem 9. Mai 2011 in Oberreifenberg 1998 Einwohner. Darunter waren 207 (10,4 %) Ausländer. Nach dem Lebensalter waren 444 Einwohner unter 18 Jahren, 882 zwischen 18 und 49, 281 zwischen 50 und 64 und 291 Einwohner waren älter. Die Einwohner lebten in 783 Haushalten. Davon waren 189 Singlehaushalte, 231 Paare ohne Kinder und 309 Paare mit Kindern, sowie 45 Alleinerziehende und 9 Wohngemeinschaften. In 135 Haushalten lebten ausschließlich Senioren und in 567 Haushaltungen lebten keine Senioren.

### Einwohnerentwicklung
| Oberreifenberg: Einwohnerzahlen von 1834 bis 2021 | Oberreifenberg: Einwohnerzahlen von 1834 bis 2021 | Oberreifenberg: Einwohnerzahlen von 1834 bis 2021 | Oberreifenberg: Einwohnerzahlen von 1834 bis 2021 | Oberreifenberg: Einwohnerzahlen von 1834 bis 2021 |
| --- | ------------------------------------------------- | ------------------------------------------------- | ------------------------------------------------- | ------------------------------------------------- |
| Jahr |                                                   |                                                   |                                                   | Einwohner                                         |
| 1834 | 1834                                              |                                                   | 398                                               | 398                                               |
| 1840 | 1840                                              |                                                   | 400                                               | 400                                               |
| 1846 | 1846                                              |                                                   | 450                                               | 450                                               |
| 1852 | 1852                                              |                                                   | 451                                               | 451                                               |
| 1858 | 1858                                              |                                                   | 449                                               | 449                                               |
| 1864 | 1864                                              |                                                   | 441                                               | 441                                               |
| 1871 | 1871                                              |                                                   | 537                                               | 537                                               |
| 1875 | 1875                                              |                                                   | 614                                               | 614                                               |
| 1885 | 1885                                              |                                                   | 683                                               | 683                                               |
| 1895 | 1895                                              |                                                   | 680                                               | 680                                               |
| 1905 | 1905                                              |                                                   | 738                                               | 738                                               |
| 1910 | 1910                                              |                                                   | 829                                               | 829                                               |
| 1925 | 1925                                              |                                                   | 804                                               | 804                                               |
| 1939 | 1939                                              |                                                   | 1.677                                             | 1.677                                             |
| 1946 | 1946                                              |                                                   | 2.149                                             | 2.149                                             |
| 1950 | 1950                                              |                                                   | 1.032                                             | 1.032                                             |
| 1956 | 1956                                              |                                                   | 1.028                                             | 1.028                                             |
| 1961 | 1961                                              |                                                   | 1.098                                             | 1.098                                             |
| 1967 | 1967                                              |                                                   | 1.213                                             | 1.213                                             |
| 1970 | 1970                                              |                                                   | 1.104                                             | 1.104                                             |
| 1980 | 1980                                              |                                                   | ?                                                 | ?                                                 |
| 1990 | 1990                                              |                                                   | ?                                                 | ?                                                 |
| 2000 | 2000                                              |                                                   | ?                                                 | ?                                                 |
| 2011 | 2011                                              |                                                   | 1.998                                             | 1.998                                             |
| 2021 | 2021                                              |                                                   | 2.144                                             | 2.144                                             |
| Datenquelle: Historisches Gemeindeverzeichnis für Hessen: Die Bevölkerung der Gemeinden 1834 bis 1967. Wiesbaden: Hessisches Statistisches Landesamt, 1968. Weitere Quellen: LAGIS; Gemeinde Schmitten; Zensus 2011 |                                                   |                                                   |                                                   |                                                   |

### Historische Religionszugehörigkeit
| • 1885: | 32 evangelische (= 4,69 %), 650 katholische (= 95,17 %), ein jüdischer (= 0,15 %) Einwohner |
| • 1961: | 262 evangelische (= 23,86 %), 817 katholische (= 74,41 %) Einwohner                         |

## Wappen
Das Wappen wurde am 21. November 1969 durch das Hessische Innenministerium genehmigt.
Blasonierung: „In Silber drei rote Schrägrechtsbalken, oben belegt mit einem dreilätzigen blauen Turnierkragen.“
Das Wappen wurde vom Heraldiker Heinz Ritt gestaltet. Es entspricht dem Familienwappen derer von Reifenberg.

## Kultur und Sehenswürdigkeiten

### Vereine
Im Ort besteht eine Anzahl von Vereinen, die im Vereinsring Reifenberg (Vereinsring für Ober- und Niederreifenberg) zusammengeschlossen sind. Eine Auswahl dieser Vereine:
- Kanoniergesellschaft Oberreifenberg
- Angelsportverein Oberreifenberg
- Burgverein Reifenberg
- Freundeskreis Reifenberg
- Lauftreff Reifenberg
- MGV 1871 Oberreifenberg(Gesangsverein)
- Ski-Club Reifenberg
- Sportgemeinschaft Oberreifenberg
- Tennis-Club Reifenberg
- Vereinsring Reifenberg

### Bauwerke

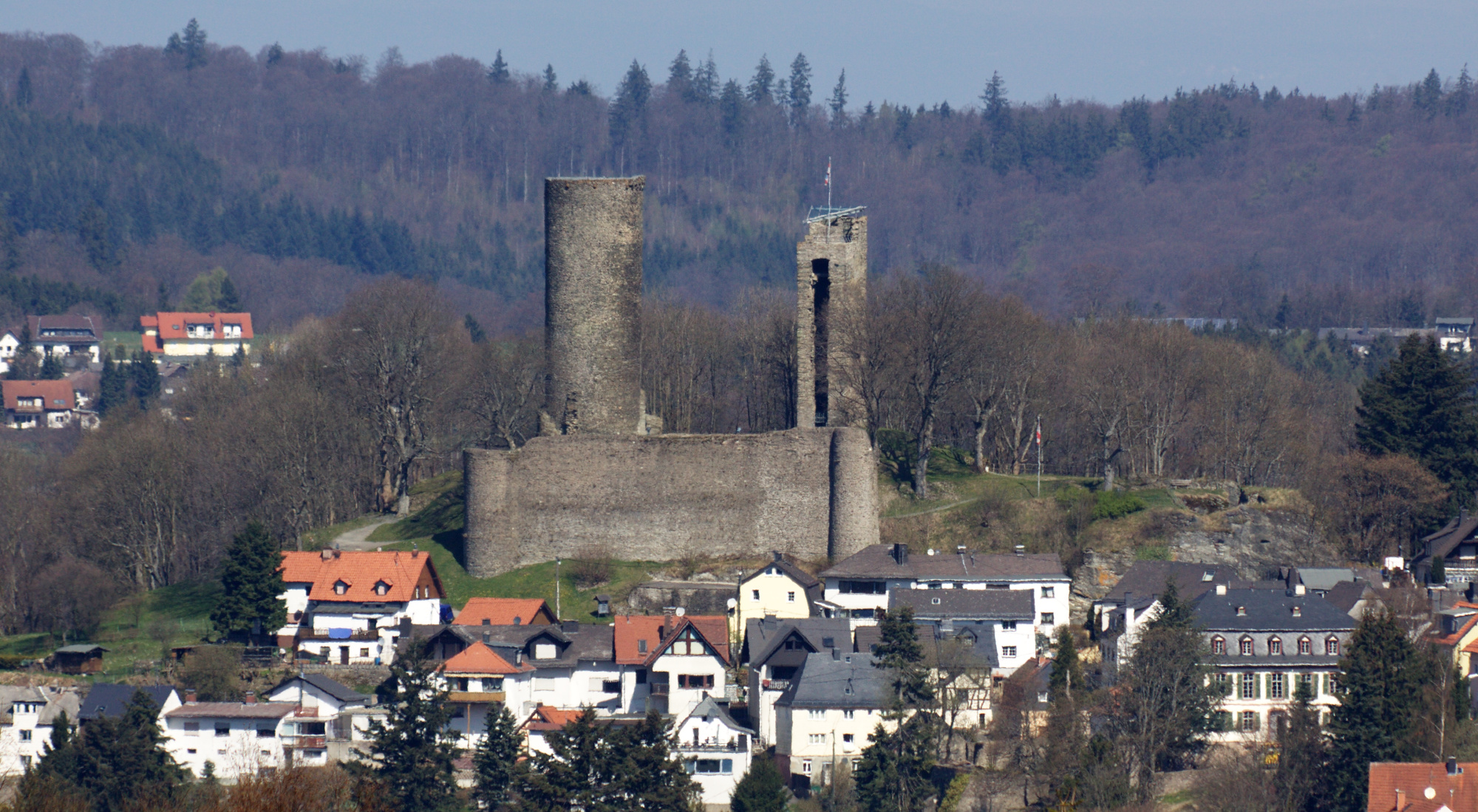
Burg Reifenberg

Für die unter Denkmalschutz stehenden Gebäude siehe die Liste der Kulturdenkmäler in Oberreifenberg.

#### Burgruine Reifenberg
Bergfried (Unterbau, etwa 33 Meter) und Wohnturm der Burg sind erhalten und überragen Oberreifenberg und das Weiltal.

#### Limes und Römerkastell
Die alte Grenze des römischen Reiches verläuft oberhalb von Nieder- und Oberreifenberg über den Nordhang des Großen Feldbergs. Oberhalb Oberreifenbergs liegt auch das Römerkastell Kleiner Feldberg, von dem heute leider nur noch die Grundmauern zu sehen sind.

#### St.-Gertrudis-Kapelle

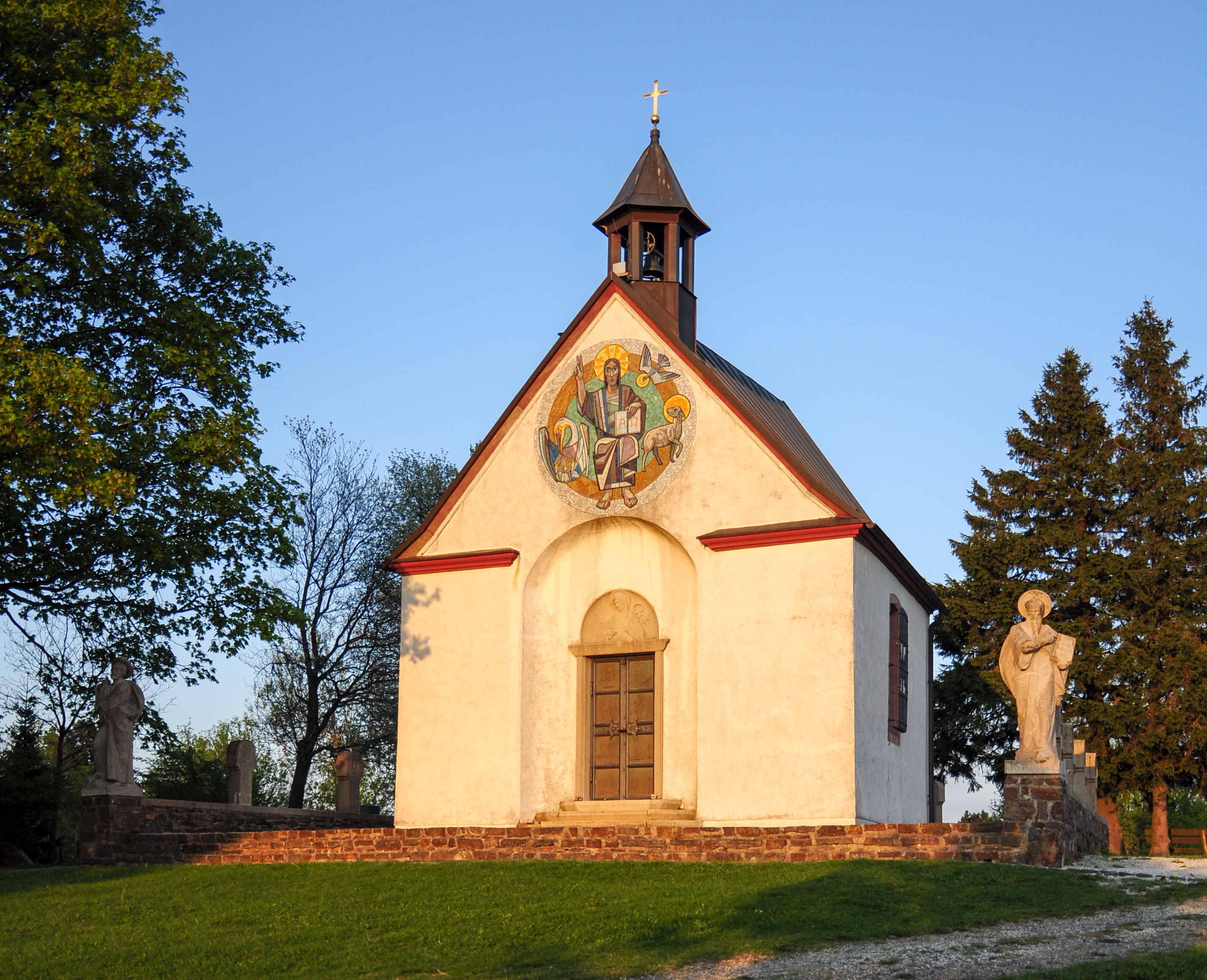
St.-Gertrudis-Kapelle Oberreifenberg

Auf der Anhöhe des zum Feldberggipfel ziehenden Höhenrückens steht oberhalb des alten Ortskerns von Oberreifenberg nahe dem Friedhof die Gertrudiskapelle, auch Bassenheimer Grabkapelle genannt. Hier liegt der letzte Ritter aus der Wetterauer Linie des Geschlechts der Reifenberger zur allerletzten Ruhe gebettet – der kinderlose Philipp Ludwig Freiherr von Reiffenberg (1615–1686) wurde dort im Januar 1730 bestattet, also 44 Jahre nach seinem Tode.
Erbaut wurde die Kapelle 1710/11 im Auftrag von Casimir Ferdinand Adolf Graf Waldbott von Bassenheim, noch vor dem Bassenheimer Palais. Das nach Plänen von Benedikt Burtscher erstellte Bauwerk wurde 1711 als Heilig-Kreuz-Kapelle eingeweiht. In der Grabkapelle ist Philipp Freiherr von Reiffenberg neben Casimir Graf Waldbott von Bassenheim (1642–1729) bestattet. Die Herrschaft Reifenberg fiel, nachdem die Reifenberger Linie im Mannesstamm erloschen war, über Philipp Ludwigs Schwester Johanna Walpurgis, verheiratet mit Johann Lothar Waldbott von Bassenheim († 1677), an deren Sohn.
Der Name Gertrudiskapelle ist sehr viel jünger. Nachdem 1926 ein Blitz in die Kapelle geschlagen war und sie bis ins Innere beschädigt hatte, finanzierte der Arzt Heinrich Burkhard die Sanierung. Im Gedenken an dessen 1924 verstorbene Mutter Gertrude Burkard wurde die Kapelle im September 1934 der Heiligen Gertrud geweiht. Die Inschriften der Seitenwände der Kapelle zitieren Sentenzen aus den Confessiones des Kirchenvaters Augustinus, insbesondere des 10. und 11. Buchs, Gedächtnis, Erinnerung und Zeit betreffend.
Jährlich findet am Heiligen Abend in der Gertrudiskapelle nachmittags eine Krippenandacht statt. Zur Andacht wird folgende Legende erzählt: Weihnachten 1862 sollen zwei Männer aus Reifenberg noch am Heiligabend in der Burgschänke gezecht und Karten gespielt haben. Ein Fremder gesellte sich zu ihnen, um mitzuspielen. Als eine Karte zu Boden fiel, sahen die Männer, dass der Fremde einen Pferdefuß hatte. In der Erkenntnis, mit dem Teufel gespielt zu haben, flohen sie nach draußen durch den Schnee zur Gertrudiskapelle, um dort zu beten.

#### Kirche St. Georg
Nach zehn Jahren Bauzeit wurde die Kirche 1855 fertiggestellt. Die Weihe erfolgte allerdings erst im Mai 1862 durch den damaligen Bischof von Limburg Peter Josef Blum. Im Jahr 1895 erhielt der Kirchturm drei Glocken. Die Kirche wurde von dem Diezer Architekten Heinrich Velde entworfen. Die Orgel stammt vom Orgelbauer Christian Friedrich Voigt aus Wiesbaden und kostete beim Kirchenbau 2.110 Gulden. Ursprünglich war eine kleine Orgel mit 14 Registern zum Preis von 1200 Gulden vorgesehen gewesen. Aufgrund eines Gutachtens des Sachverständigen der Landesregierung zum Orgelbau, dem Usinger Seminarmusiklehrer Karl Markus Feye wurde eine größere Orgel mit 24 Registern angeschafft. Die größte Holzpfeife ist 4,8 Meter lang, die kleinste 7,5 Zentimeter. Die Zinnpfeifen liegen zwischen 2,74 Meter und 16 Zentimeter Länge. Die Orgel kann Töne zwischen dem Contra C und dem 5gestrichenen A erzeugen. Optisch sind die Zinnpfeifen unter einem mit Akroteren geschmückten Giebel und romanischen Arkaden sichtbar. Die Holzpfeifen sind nicht sichtbar.

### Sport

#### Wintersport
Der Rodelhang von Oberreifenberg am Pechberg ist im Winter ein Hauptanziehungspunkt für Familien aus dem ganzen Rhein-Main-Gebiet. Ergänzt wird das Angebot um zwei Skilifte (derjenige am ehemaligen Posterholungsheim ist besonders für Anfänger geeignet, genannt: „Heimlichen Wiese“) sowie gespurte Langlaufloipen. Am Parkplatz Pechberg befindet sich eine Anlage zum Eisstockschießen.

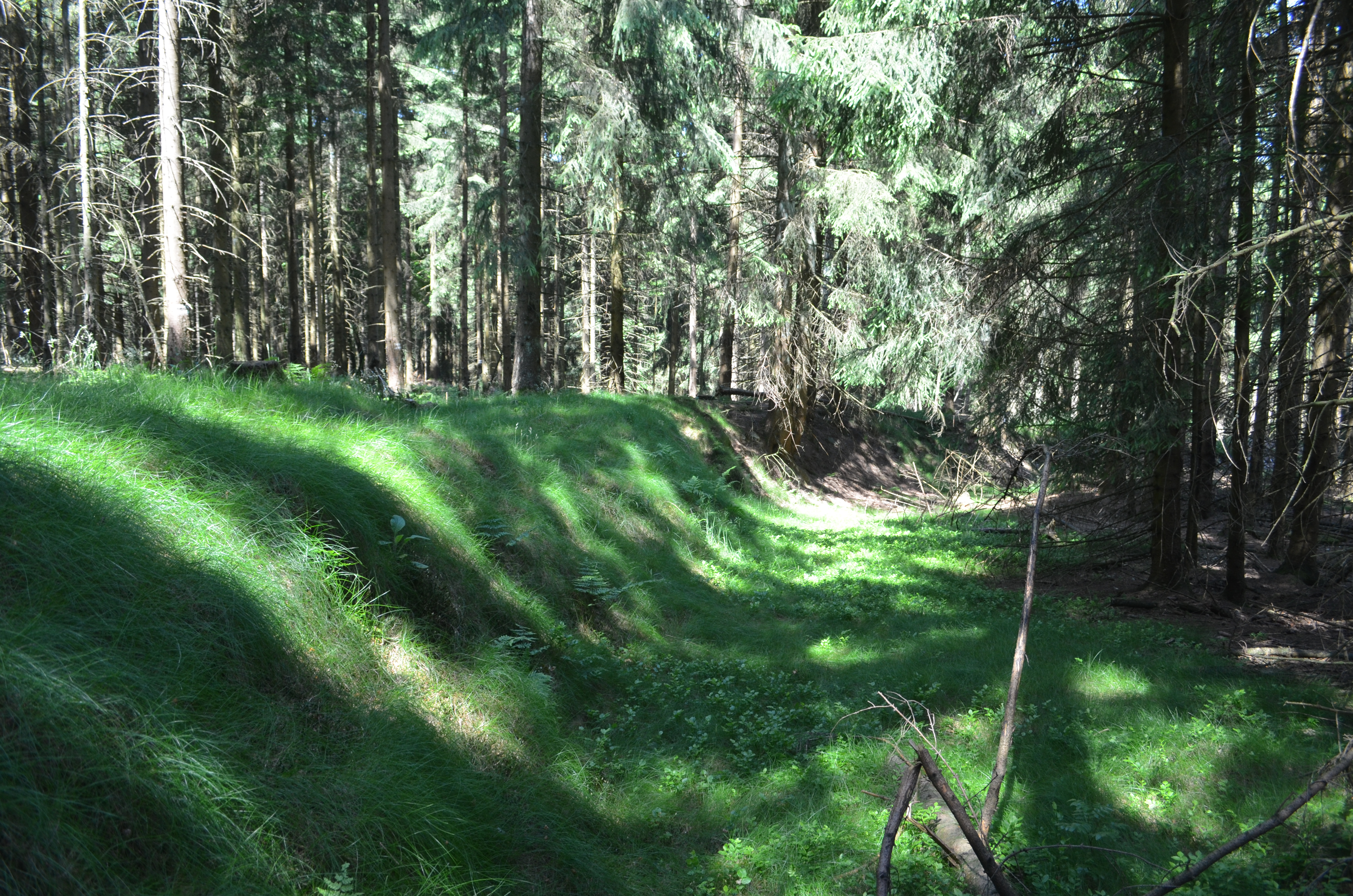
Reste der ehemaligen Naturbobbahn

1954 wurde eine Naturbobbahn in Oberreifenberg errichtet. Sie lag am Nordhang des Feldbergs und endete in Oberreifenberg auf dem Gelände der heutigen Tennisplätze. Bei der Bahn handelte es sich um eine Natureisbahn. Sie konnte nur bei Frost betrieben werden und wurde mit Wasser präpariert, das in Fässern den Berg heraufgebracht wurde. Auf der Bahn wurden am 26. Februar 1956 die Deutschen Meisterschaften ausgetragen (nachdem der Termin drei Mal wegen Tauwetters verschoben werden musste). 1954 bestanden in der Bundesrepublik Deutschland lediglich zwei vergleichbare Bahnen: In Winterberg und in Garmisch-Partenkirchen.
Der Bau wurde mit Unterstützung der US-Armee vorgenommen. Die bis zu sechs Meter hohen Steilkurven wurden mit Hohlblocksteinen ausgemauert. Die Bahn wies ein Gefälle von neun Prozent auf.
Die Bahn wurde nur drei Jahre bis 1957 genutzt. Es fanden auf ihr auch die deutsche Junioren-Meisterschaft im Zweierbob, die NATO-Meisterschaften sowie die hessischen Meisterschaften im Zweier- und Viererbob im Taunus-Eiskanal statt.
Am Pechberg und an der „Heimlichen Wiese“ wurden bis 1911 Skisprunghügel gebaut. Später wurde auf dem Großen Feldberg bzw. Weilsberg gesprungen.

#### Motorsport
Das Feldbergrennen war ein Automobil- und Motorradrennen, das zwischen 1920 und 1954 auf verschiedenen Kursen im Bereich des Großen Feldbergs im Hochtaunus ausgetragen wurde.

## Wirtschaft und Infrastruktur

### Wirtschaftsstruktur
Während heute die Einwohner meist ins Rhein-Main-Gebiet zur Arbeit pendeln, war Oberreifenberg in der Vergangenheit wichtiger Standort der Perlkranzherstellung eines heute weitgehend vergessenen Wirtschaftszweiges. In Oberreifenberg bestanden 2 Unternehmen, die für die lokale Wirtschaft erhebliche Bedeutung hatten. Neben 40 festangestellten Mitarbeitern wurden um 1912 etwa 125 Heimarbeiter, darunter 30 bis 40 Kinder beschäftigt.
1957 wurde die Produktion in Oberreifenberg aufgegeben und Geräte und Restbestände wurden an das letzte Konkurrenzunternehmen aus Walldürn verkauft. Die 1907 erbaute ehemalige „Perlefabrik“ in Oberreifenberg ist heute in privater Hand und wird als Wohngebäude genutzt.

### Tourismus
Der Ort ist ein staatlich anerkannter Erholungsort. Bis Anfang der 1980er Jahre war der Tourismus in Oberreifenberg ein wichtiger Wirtschaftszweig. Heute hat sich der Tourismus weg von Übernachtungsgästen hin zu Tagesbesuchern entwickelt. Es bestehen mit dem Haus Burgfried, dem Haus Reifenberg, dem Waldhotel, dem Naturpark Hotel Weilquelle (dem ehemaligen Posterholungsheim) und der Jugendherberge jedoch weiterhin vielfältige Übernachtungsmöglichkeiten, die insbesondere zu Frankfurter Messezeiten intensiv genutzt werden. Eine Reihe von sportlichen Angeboten besteht für Einheimische und Gäste. Der Tennisclub Reifenberg bietet Tennisplätze, neben der Jugendherberge ist ein Klettergarten eingerichtet, und in einer ehemaligen Halle der Straßenmeisterei befindet sich heute eine Kletterhalle. Eine Sportanlage für Ballsport und Leichtathletik ist am Parkplatz Pechberg eingerichtet. Der Taunusklub hat eine Vielzahl von Wanderwegen markiert. Unterhalb des Ortes befinden sich die Reifenberger Wiesen.

#### Jugendherberge
Am Rande von Oberreifenberg liegt die Fritz Emmel-Jugendherberge, eine von drei Jugendherbergen im Hochtaunuskreis. Benannt nach einem wichtigen Spender des Deutschen Jugendherbergswerks wurde die aus drei Einzelgebäuden bestehende Jugendherberge 1974 eingeweiht. Ursprünglich für 288 Betten konzipiert, stehen heute 222 Betten in Vier- bis Acht-Bettzimmern zur Verfügung.

#### Ehemaliges Posterholungsheim
Zu Beginn der 1930er Jahre errichtet die Deutsche Reichspost für ihre Mitarbeiter das Posterholungsheim oberhalb von Oberreifenberg. In der Zeit des Nationalsozialismus wurde das Posterholungsheim vergrößert und nach dem NSDAP-Gauleiter von Hessen und Nassau Jakob Sprenger-Heim genannt. 1944 bis 1945 wurde das Heim zur Unterbringung der Schüler des Frankfurter Goethe-Gymnasiums genutzt, die im Rahmen der Kinderlandverschickung aus Frankfurt evakuiert wurden. Als Unterrichtsraum diente das Schullandheim des Goethe-Gymnasium, das seit 1921 in Oberreifenberg besteht. Nach dem Krieg wurde das Posterholungsheim durch die Deutsche Bundespost genutzt.
Anfang November 1988 wurde das Posterholungsheim für 1,7 Millionen DM (in heutiger Kaufkraft 3 Millionen Euro) an einen Frankfurter Geschäftsmann verkauft, der es als Aussiedlerheim für 120 Personen nutzen wollte. In den 1990er Jahren wurde es weiterverkauft und ab 1998 als „Naturparkhotel Weilquelle“ betrieben. Im Mai 2020 musste das Hotel aufgrund der Corona-Pandemie geschlossen werden und wechselte im Dezember 2020 erneut den Besitzer. Die Nutzung als Gewerbeimmobilie mit Beherbergungsbetrieb ist vorgegeben; geplant ist ein Tagungshotel mit Coworking-Space und Veranstaltungen zum Tango Argentino.

### Öffentliche Einrichtungen

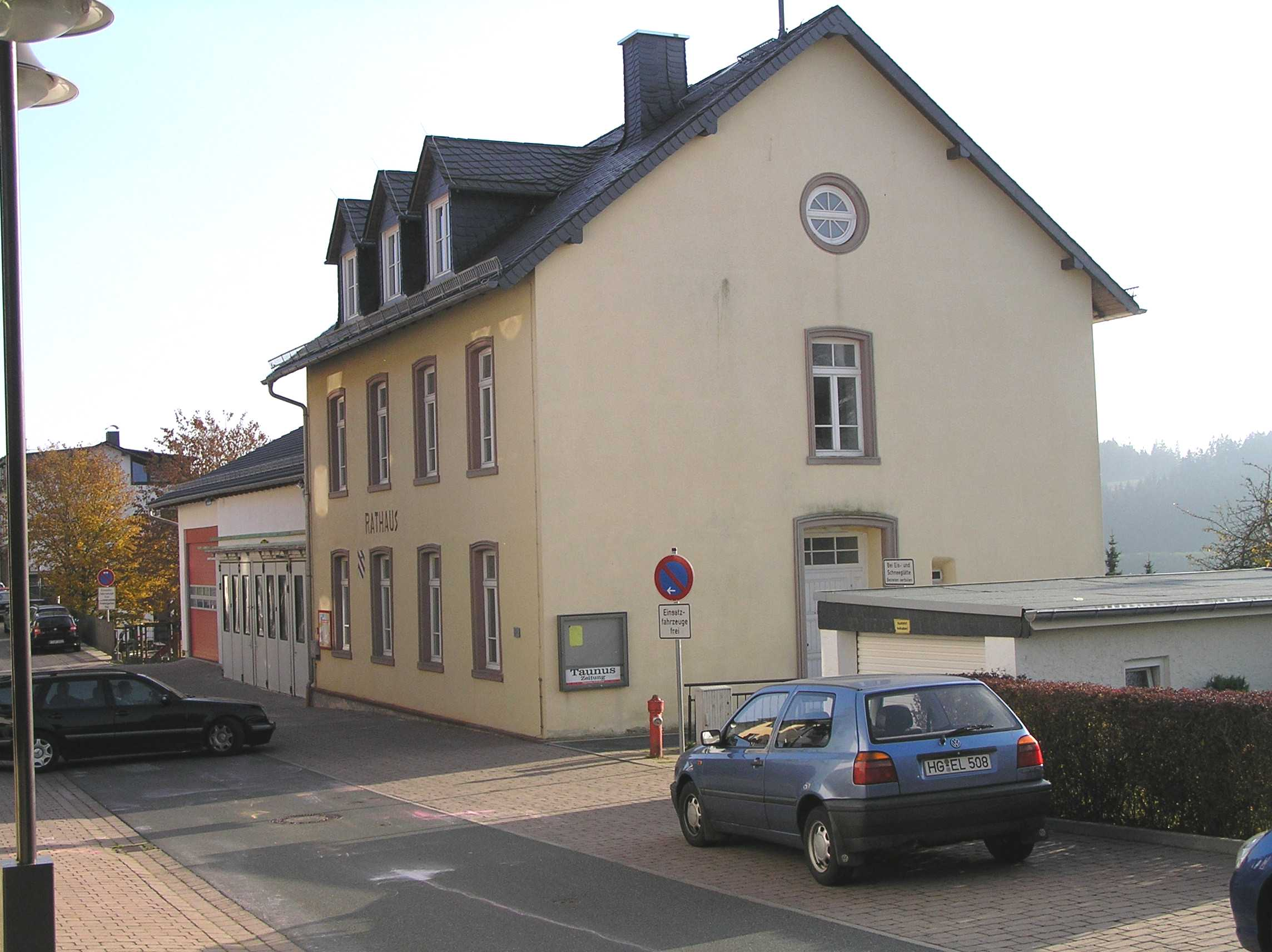
Altes Rathaus Oberreifenberg

Das Alte Rathaus der ehemals selbständigen Gemeinde bietet heute Vereinsräume sowie einen Jugendraum. Die Freiwillige Feuerwehr Oberreifenberg hat ihr Feuerwehrhaus als Anbau an das Rathaus gebaut.
Die Jahrtausendhalle, das Bürgerhaus des Ortsteils, wurde 1967 erbaut und wird derzeit durch Sportvereine und zu gesellschaftlichen Zwecken genutzt.
Im Ort befinden sich ein Kindergarten und die Montessori EcoSchool, eine ganztägige Bildungseinrichtung, die sich auf Montessori-, Natur- und Umweltpädagogik spezialisiert hat. Hier werden Kinder im Alter zwischen einem und 12 Jahren ganztägig betreut und in ihrer Entwicklung begleitet.

### Verkehr
Der Omnibus hat in Oberreifenberg drei Haltestellen, weiterhin fährt ein Shuttlebus an Wochenenden und Feiertagen insgesamt 14 Parkplätze um den Feldberg an.

## Persönlichkeiten

### Ehrenbürger (der selbständigen Gemeinde Oberreifenberg)
- Joseph Wagenbach (1900–1980), Landtagsabgeordneter (1950)

### Personen, die hier gewirkt haben
In Oberreifenberg wohnt die Autorin und Journalistin Susanne Fröhlich (* 1962). Bis zu seinem Tode im Jahr 2015 wohnte hier auch der Schriftsteller Gerhard Zwerenz (1925–2015).